# SPACA4
SPACA4 (англ. Sperm acrosome associated 4) – білок, який кодується однойменним геном, розташованим у людей на довгому плечі 19-ї хромосоми. Довжина поліпептидного ланцюга білка становить 124 амінокислот, а молекулярна маса — 13 004.
| 10         |  | 20         |  | 30         |  | 40         |  | 50         |
| ---------- |  | ---------- |  | ---------- |  | ---------- |  | ---------- |
| MVLCWLLLLV |  | MALPPGTTGV |  | KDCVFCELTD |  | SMQCPGTYMH |  | CGDDEDCFTG |
| HGVAPGTGPV |  | INKGCLRATS |  | CGLEEPVSYR |  | GVTYSLTTNC |  | CTGRLCNRAP |
| SSQTVGATTS |  | LALGLGMLLP |  | PRLL       |  |            |  |            |

A: Аланін

C: Цистеїн

D: Аспарагінова кислота

E: Глутамінова кислота

F: Фенілаланін

G: Гліцин

H: Гістидин

I: Ізолейцин

K: Лізин

L: Лейцин

M: Метіонін

N: Аспарагін

P: Пролін

Q: Глутамін

R: Аргінін

S: Серин

T: Треонін

V: Валін

W: Триптофан

Кодований геном білок за функцією належить до ліпопротеїнів. 
Задіяний у такому біологічному процесі, як клітинна адгезія. 
Локалізований у клітинній мембрані, мембрані, цитоплазматичних везикулах.